# Maidan
Maidan (nep. मैदान) – gaun wikas samiti w zachodniej części Nepalu w strefie Lumbini w dystrykcie Arghakhanchi. Według nepalskiego spisu powszechnego z 2011 roku liczył on 955 gospodarstw domowych i 4288 mieszkańców (2433 kobiety i 1855 mężczyzn).